# Heshmat Tabarzadi
Heshmatollah Tabarzadi (persiska: حشمت‌الله طبرزدی), född 21 mars 1959, är en iransk  demokratiaktivist. Tabarzadi har arresterats flera gånger på anklagelser relaterade till hans politiska aktiviteter, senast i december 2009. I oktober 2010 dömde en domstol honom till ytterligare nio års fängelse och 74 piskrapp, en dom som reducerades till åtta år efter överklagande. 